# Caleu
Caleu est une localité chilienne située à 68 kilomètres au nord-ouest de Santiago du Chili, dans la commune de Til Til faisant à son tour partie de la région métropolitaine de Santiago, province de Chacabuco. La localité est constituée de différents hameaux: La Capilla, Lo Marín, Espinallillo.

## Intérêt
Caleu se situe dans le cordon montagneux de la Cordillère de la Côte, faisant face à la Cordillère des Andes. La vallée de Caleu, très verte et riche de la faune et la flore de vallée centrale du Chili, est dominée par la montagne El Roble, signifiant le chêne, le second sommet de toute la Cordillère de la Côte (2,204 mètres). Son nom provient de la forêt de chêne (Nothofagus obliqua variété mavcrocarpa) qui tapisse ses hauts versants. Son versant occidental fait partie partie du parc national la Campana.
El Roble est un point de vue exceptionnel sur l'Océan Pacifique et la Cordillère des Andes et particulièrement l'Aconcagua, point culminant de l'hémisphère sud a 6 959 mètres, situé en Argentine, à treize kilomètres de la frontière du Chili.

## Personnalité
L'ancien président, Ricardo Lagos, possède sa seconde résidence à Caleu, dans le hameau Lo Marín, ce qui a fait une certaine publicité à la localité.